# Березине (Брянська область)
Березине (рос. Березино) — присілок в Дятьковському районі Брянської області Російської Федерації.
Населення становить 2213 осіб. Входить до складу муніципального утворення Березинське сільське поселення.

## Історія
Від 2005 року входить до складу муніципального утворення Березинське сільське поселення.

## Населення
| 2010 | 2013  |
| ---- | ----- |
| 1742 | ↗2213 |